# Mortal Engines
Mortal Engines es una película de aventura posapocalíptica de 2018 dirigida por Christian Rivers, escrita por Fran Walsh, Philippa Boyens y Peter Jackson y basada en la novela homónima de Philip Reeve. Es una coproducción estadounidense-neozelandesa, y está ambientada en un mundo posapocalíptico steampunk en el que ciudades enteras han sido puestas sobre ruedas y han sido motorizadas, cazándose unas a otras. La cinta está protagonizada por Hera Hilmar, Hugo Weaving, Robert Sheehan, Jihae, Ronan Raftery, Leila George, Patrick Malahide y Stephen Lang.
La película fue estrenada en cines en formato Real D 3D, IMAX y IMAX 3D el 14 de diciembre de 2018.
El primer videojuego de simulación espacial de la serie Rekt Galaxies, ambientado en el mismo universo que Mortal Engines, se lanzó en el año 2020.

## Sinopsis
Cientos de años después de que el mundo fuera destruido en un evento cataclísmico, provocado por una guerra con armas de energía de plasma y afectaron el campo magnético del planeta Tierra, la civilización se adapta a una nueva manera de vivir. Ciudades móviles gigantes ahora vagan por la Tierra, persiguiendo y devorando pueblos más pequeños para obtener recursos, en territorios con planicies por el retroceso de los océanos. 
Tom Natsworthy (Robert Sheehan), un ciudadano de clase baja de la ciudad de Londres, se encuentra luchando por sobrevivir en una sociedad clasista y segregadora, después de toparse con la fugitiva Hester Shaw (Hera Hilmar), rescatada de una ciudad capturada y luego escapa de la ciudad de Londres. Los opuestos, ahora juntos, deben formar una inusual alianza para tratar de cambiar el futuro.
La ciudad de Londres ingresa al territorio de Europa, rodando por una planicie de tierra fangosa, por la ausencia del Mar del Norte y busca tecnología de hace muchos años, para producir más energía eléctrica y sostener a su población, en su camino por los territorios de Europa captura otras ciudades, recibe a sus habitantes humanos y la ciudad capturada es reciclada, para obtener más energía en una caldera en el interior de la ciudad de Londres, al cortar y fundir el metal de la ciudad capturada, para poder generar energía eléctrica.
El científico Thaddeus Valentine, también es miembro del consejo administrativo de la ciudad de Londres, está armando con viejos equipos un nuevo tipo de arma desconocida en su época, en forma secreta para no alertar al consejo de la ciudad, por tener una postura más pacificadora con las ciudades capturadas en Europa, esta poderosa y desconocida arma construida en el pasado, podía lanzar un rayo de energía de plasma, según descubrimientos de arqueología y relatos del pasado en el planeta Tierra, para destruir otras ciudades y poder invadir las tierras abandonadas del Oriente de Europa, para llegar hasta la India y China, en donde vive una civilización muy avanzada, pacífica y con muchos recursos naturales compartidos por su sociedad, detrás de una muralla construida durante muchos años para vivir aislados del caos del mundo destruido por la guerra, en armonía con la naturaleza y en paz, dejando atrás el pasado de violencia y guerra de la humanidad.

## Reparto
- Hera Hilmar como Hester Shaw, una asesina y fugitiva.[7]
- Hugo Weaving como Thaddeus Valentine, Cabeza del Gremio de Historiadores y el padre de Katherine Valentine.[8]
- Robert Sheehan como Tom Natsworthy, un aprendiz de historiador de Londres de clase baja expulsado de la ciudad.[9]
- Stephen Lang como Shrike, un antiguo guerrero cyborg no-muerto.[10]
- Jihae como Anna Fang, una piloto y líder de la resistencia.[10]
- Ronan Raftery como Bevis Pod, un joven aprendiz de ingeniero.[9]
- Leila George como Katherine Valentine, hija de Thaddeus Valentine y parte de la Élite de Londres.[10]
- Patrick Malahide como Magnus Crome, alcalde de Londres.[11]

Adicionalmente, Colin Salmon y Regé-Jean Page interpretan a Chudleigh Pomeroy y al capitán Khora, respectivamente. Mark Hadlow interpreta a Orme Wreyland; Sophie Cox a Clytie Potts; Aaron Jackson a Gench; Stephen Ure a Pewsey; Kee Chan al gobernador Kwan; y Mark Mitchinson a Vambrace.

## Producción
En diciembre de 2009, el cineasta neozelandés Peter Jackson reportó que había comenzado a desarrollar una película basada en la novela de Philip Reeve Mortal Engines. El 24 de octubre de 2016, comenzó la producción de la película, siendo dirigida por Christian Rivers en su debut como director. El guion fue escrito por Peter Jackson, Fran Walsh y Philippa Boyens, mientras que Media Rights Capital y Universal Pictures financiaron la película. El rodaje comenzó en marzo de 2017 en Nueva Zelanda. Los productores Zane Weiner y Amanda Walker, quienes trabajaron en la trilogía de El hobbit, estuvieron a la cabeza del equipo de filmación Nueva Zelanda, mientras que Deborah Forte lo estuvo en Estados Unidos.
En febrero de 2017, Robert Sheehan fue contratado para el rol del protagonista masculino y Ronan Raftery para un papel secundario, mientras que Hera Hilmar fue contratada como la protagonista femenina. En marzo de 2017, fueron anunciados más miembros del reparto, incluyendo a Stephen Lang, Jihae y Leila George. Hugo Weaving, Patrick Malahide, Colin Salmon y Regé-Jean Page se unieron al elenco en abril de 2017. A Richard Armitage se le ofreció un papel, pero lo rechazó debido a conflictos de agenda.
El rodaje comenzó en abril de 2017, con tomas en Stone Street Studios en Wellington, Nueva Zelanda, y fue completado en julio de 2017.
La banda sonora de la película estuvo a cargo del disc-jockey neerlandés Junkie XL.

## Lanzamiento
Mortal Engines fue estrenada el 14 de diciembre de 2018 y fue distribuida por Universal Pictures.

## Recepción
Mortal Engines ha recibido reseñas mixtas a negativas de parte de la crítica y de la audiencia. En el sitio web especializado Rotten Tomatoes, la película posee una aprobación de 26%, basada en 189 reseñas, con una calificación de 4.9/10 y con un consenso crítico que dice: "Mortal Engines no carece de efectos especiales llamativos, pero le falta combustible narrativo suficiente de alto octanaje para dar a esta fantasía futurista combustión cinemática". De parte de la audiencia tiene una aprobación de 48%, basada en más de 2500 votos, con una calificación de 3.1/5.
El sitio web Metacritic le ha dado a la película una puntuación de 44 de 100, basada en 33 reseñas, indicando "reseñas mixtas o promedio". Las audiencias encuestadas por CinemaScore le han dado a la película una "B-" en una escala de A+ a F, mientras que en el sitio IMDb los usuarios le han dado una calificación de 6.1/10, sobre la base de 127 404 votos. En la página web FilmAffinity la cinta tiene una calificación de 4.8/10, basada en 8080 votos.